# Saint-Maur-des-Fossés
Saint-Maur-des-Fossés is een gemeente in het Franse departement Val-de-Marne (regio Île-de-France). De gemeente telde 76.010 inwoners op 1 januari 2022. De plaats maakt deel uit van het arrondissement Créteil. De naam is ontleend aan een abdij die in 638 werd gesticht.

## Geschiedenis
In 638 werd hier een klooster gesticht op initiatief van Nanthilde, de echtgenote van koning Dagobert. In 868, nadat de schatten van het klooster Saint-Pierre de Fossez waren geplunderd, schonk de Abdij van Glanfeuil op vraag van Karel de Kale een reliek van de heilige Maurus aan het klooster. De abdij, vanaf de 13e eeuw Saint-Maur de Fossez geheten, werd heropgebouwd en bloeide. De abdij had een befaamd scriptorium. De abdij werd in de 14e eeuw tijdens de Honderdjarige Oorlog vernield. Dit betekende het einde van de bloei van de abdij. In de 16e eeuw werd de abdij geseculariseerd. Van de abdij resten enkel ruïnes.
Kardinaal Jean du Bellay was commendatair abt van de Abdij Saint-Maur de Fossez. Hij liet tussen 1540 en 1544 een kasteel bouwen naast de abdij. Hij ontving er kunstenaars en humanisten. Na zijn dood in 1560 verwierf Catharina de' Medici het kasteel en zij liet het herbouwen. In 1598 kwam het kasteel, dat toen nog lang niet was afgewerkt, in het bezit van de familie de Condé. Het kasteel bleef familiebezit tot de Franse Revolutie. Het werd nationaal bezit en werd tussen 1796 en 1799 afgebroken.
De gemeente kende een sterke demografische groei in de 19e eeuw. In 1821 werd hetr Canal de Saint-Maur geopend, een kanaal met een lengte van 1.072 meter waarvan 597 meter door een tunnel. Dit kanaal liet toe om de twaalf kilometer lange meander van de Marne rond Saint-Maur-des-Fossés te omzeilen. Tussen 1841 en 1911 werden ook vijf bruggen over de Marne gebouwd. Tijdens de Frans-Duitse Oorlog en het Beleg van Parijs (1870-1871) werden kanonnen opgesteld op de strategisch gelegen heuvel Butte du Vieux Saint-Maur.

## Geografie
De oppervlakte van Saint-Maur-des-Fossés bedroeg op 1 januari 2022 11,25 vierkante kilometer; de bevolkingsdichtheid was toen 6.756,4 inwoners per km². De gemeente ligt in een meander van de Marne.
De onderstaande kaart toont de ligging van Saint-Maur-des-Fossés met de belangrijkste infrastructuur en aangrenzende gemeenten.

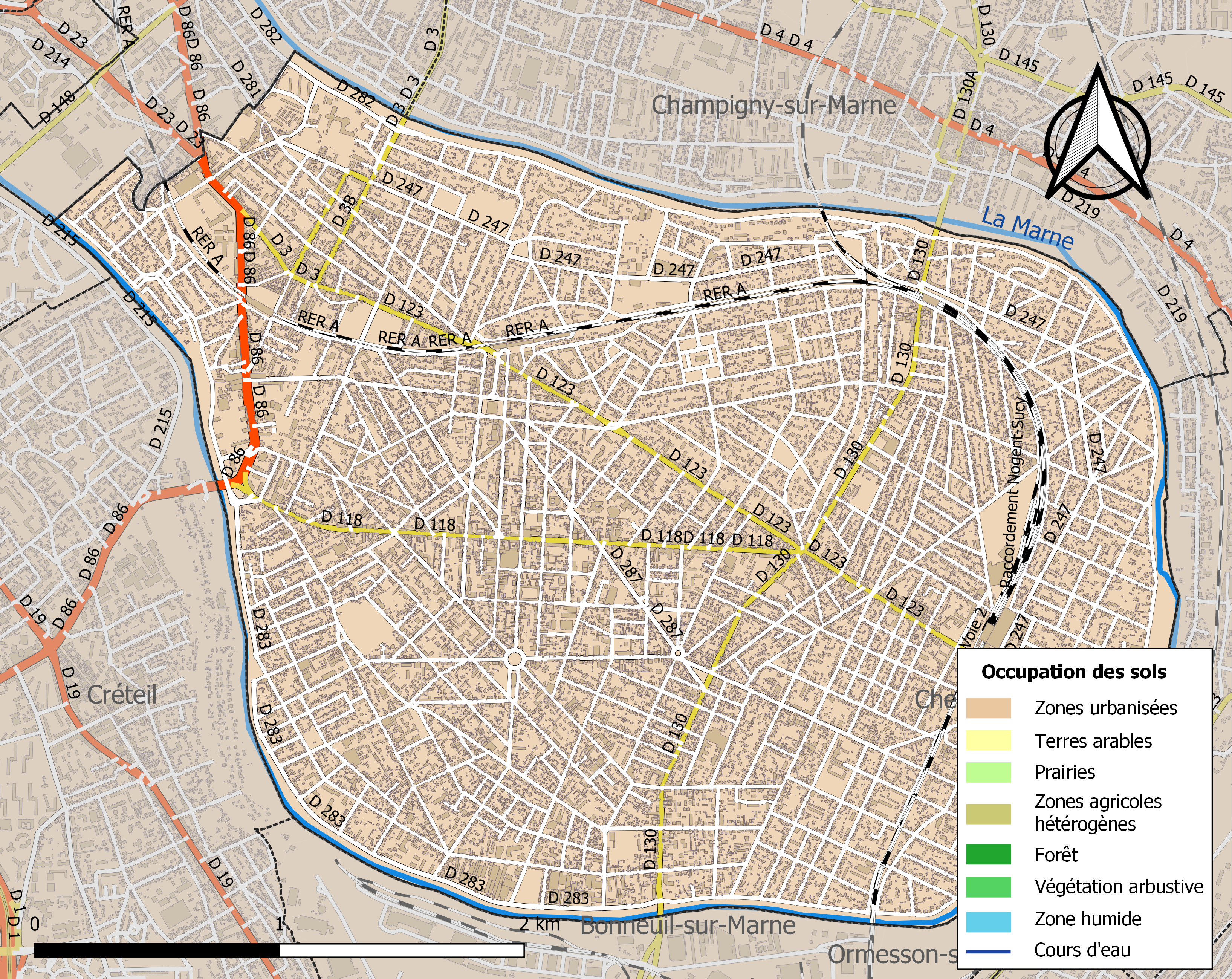

## Demografie
In 1801 telde de gemeente 558 inwoners. In 1881 waren dit er al 10.492, in 1900 23.035 en in 1911 33.852. Onderstaande figuur toont het verloop van het inwonertal vanaf 1962 (bron: INSEE-tellingen).

## Verkeer en vervoer
In de gemeente liggen vier treinstations van het RER, het netwerk van regionale treinen in en rond Parijs:
- Saint-Maur Créteil
- Le Parc Saint-Maur
- Saint-Maur-Champigny
- La Varenne

## Geboren in Saint-Maur-des-Fossés
- Maurice Berteaux (1852-1911), minister
- Moufida Bourguiba (1890-1976), Tunesische presidentsvrouw
- Germaine Tailleferre (1892-1983), componiste en muziekpedagoog
- Raymond Radiguet (1903-1923), schrijver
- Lucien Laurent (1907-2005), voetballer
- Louis Caput (1923-1985), wielrenner en ploegleider
- Manu Katché (1958), drummer
- Marie Bunel (1964), actrice
- Vanessa Paradis (1972), zangeres en actrice
- Kévin Diaz (1983), voetballer